# 伊爾-16攻擊機
伊留申伊尔-16（俄语：Ильюшин Ил-16）是苏联的一款轻型地面攻击飞机，由伊留申設計局於第二次世界大战結束前後進行研發。本质上是比例缩减版本的伊尔-10，但配有新开发的Mikulin AM-43NV引擎，使它比前身擁有更快的速度和更強大的机动性。然而，由於发动机的缺陷，導致該計畫在西元1946年夏天被取消。

## 发展
西元1944年，高性能的Il-10促使伊留申設計局開發更快速、機動性更佳的新款輕型攻擊機。 Il-16，作为新的设计，使用了的新型的液冷Mikulin AM-43NV引擎，可提供 2,300匹馬力（1,700千瓦特）。Il-16的設計几乎與Il-10完全相同，但Il-16較小也較輕，再加上更强大的AM-43引擎，設計局估計Il-16就会大大快于Il-10。 它使用伊留申的典型承重装甲機殼，但也因為較輕的緣故，Il-16的機殼比Il-10薄。

Il-16與Il-10使用同樣的 23 mm（0.91英寸）NS-23機炮并添加了一对 7.62 mm（0.30英寸） ShKAS机枪 。 后炮手可使用一挺 20 mm（0.79英寸）Berezin UB-20機炮。 甚至配有一個裝有十顆AG-2空爆手榴弹的盒子，可用來攻擊迫近的敵方戰鬥機。Il-16的炸彈架最初設計是可攜帶 200（440磅），可過載到400（880磅），但後來炸彈架在正常情況下增加到可攜帶400 公斤炸彈，過載可攜帶 500公斤（1,100磅）
炸彈。
Il-16的确切数目並無可靠紀錄，一些消息来源说，至少两架原型機已经被製造出來，根据相關影像紀錄，原型在西元1945年進行第一次飞行，引擎的扭矩安裝於简短的机身尾部，导致了差勁的纵向稳定性。修改過後的第二原型，加長了机身尾部約 500 mm（20英寸），垂直尾翼增加和方向舵安裝了擾流板。雖然這些修改改善了飛機的飛行表現，但是发动机的種種問題，導致Il-16的設計計畫在西元1946年夏天被取消。

## 规格
参考资料：OKB Ilyushin: A History of the Design Bureau and its Aircraft
基本信息
- 机组：兩名

性能
武器

- 2挺23×115毫米（英语：23×115mm）NS-23機炮，安裝於機翼中，每挺能裝載280發子彈
- 2挺向前固定的ShKAS機槍，每挺可裝載1400發7.62×54mmR子彈
- 1挺向後固定的別列津UB-20機砲（英语：Berezin B-20），可裝載150發20×99毫米（英语：20×99mm）子彈
- 最高可籌載500公斤各式武器

## 延伸閱讀
相关开发
- 伊留申 伊爾-10攻擊機

类似型号
- 亨舍爾 Hs 129攻擊機
- 伊留申 伊爾-2攻擊機
- 伊留申 伊爾-8